# Archéologie préventive en France

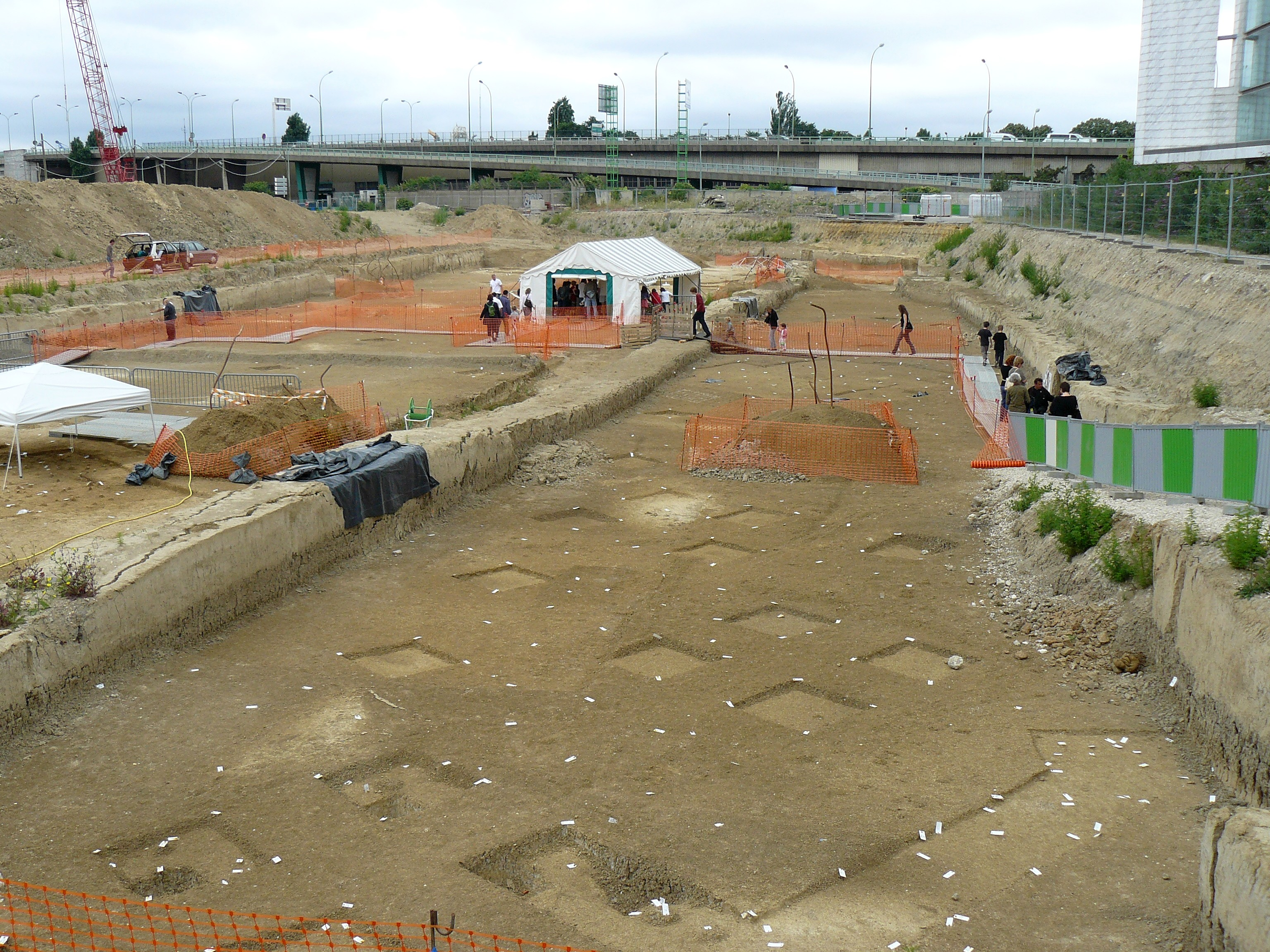
Fouilles de l'Inrap (juin 2008)
rue Henry-Farman dans le.
Vestiges du Mésolithique.

Pour un article plus général, voir Archéologie préventive.
L'archéologie préventive en France a pour vocation de préserver et d'étudier les éléments significatifs du patrimoine archéologique menacés par les travaux d'aménagement en France. Elle peut impliquer la mise en œuvre de diagnostics archéologiques (sondages), de fouilles (fouilles de sauvetage ou fouilles préventives) et dans certains cas, des mesures de sauvegarde.

## Historique
L’archéologie préventive s’est particulièrement développée en France à partir des années 1970 avec la multiplication des grands travaux d’aménagement du territoire et de constructions (autoroutes, lignes de voies ferrées, etc.). L'expression « archéologie préventive » aurait été employée pour la première fois en 1979 par Jacques Lasfargues, directeur des antiquités historiques de la région Rhône-Alpes.
En 1986, le décret no 86-192 du 5 février 1986 généralise la réalisation des fouilles préventives, grâce à la consultation des conservateurs régionaux de l'archéologie sur tout permis de construire, prévoyant un affouillement dans une zone de risques archéologiques. La profession d'archéologue y gagne en stabilité.
À partir de la création en 1973 de l’Association pour les fouilles archéologiques nationales (AFAN), la majorité des fouilles préventives lui était confiée. Cette association avait été créée à l'initiative conjointe des ministères chargés du Budget et de la Culture. Le flou juridique autour du statut de cette personne morale de droit privé, régie par la loi de 1901, et autour de son financement a conduit à la création en 2001 de l’Institut national de recherches archéologiques préventives (INRAP).
Depuis la loi du 1er août 2003, les aménageurs ont le droit de choisir leur opérateur de fouilles (Inrap, services territoriaux agréés, sociétés privées). Une concurrence voulue par l’État est ainsi créée pour accroître les moyens d’intervention disponibles face au nombre de prescriptions émises par l’État. Des collectivités locales (services départementaux, municipaux, etc.) ou des entreprises privées peuvent demander à l’État un agrément pour être habilitées à réaliser la phase de fouille, les diagnostics étant réalisés exclusivement par l’INRAP ou les services archéologiques agréés des collectivités locales.

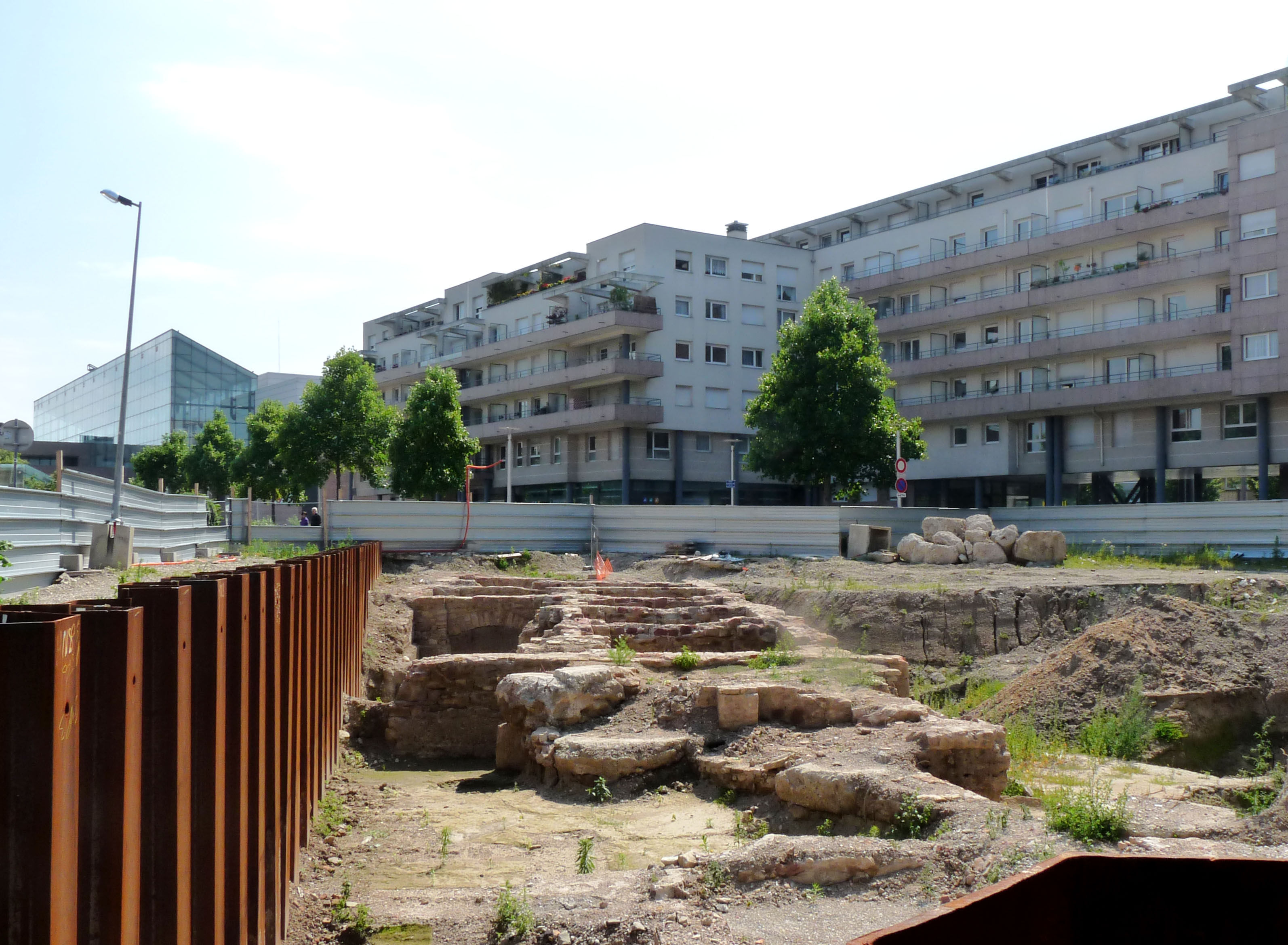
Archéologie préventive au centre de Strasbourg (2009).

L’INRAP intervient dans le domaine de l’archéologie préventive à la demande de l'État (ministère de la Culture) ; en l'absence de services archéologiques de collectivités, il réalise les diagnostics sur l'emprise des travaux prévus par un aménageur public ou privé afin d'évaluer le potentiel archéologique du sous-sol. Il peut aussi être choisi par l'aménageur pour mener les fouilles préventives si l'intérêt scientifique est jugé suffisant par l'État, représenté par une des six commissions interrégionales de la recherche archéologique (CIRA) et que celui-ci prescrit une fouille.

## Cadre législatif
En France, le patrimoine archéologique est protégé par un certain nombre de textes de loi, dont :
- la loi dite Carcopino[4] du 27 septembre 1941 relative à la réglementation des fouilles archéologiques (abrogée et codifiée au code du patrimoine : articles L.521-1 et suivants et R.523-1 et suivants) : elle met fin à l'association fouille et collection pratiquée par les antiquaires[5] ;
- le code pénal (art. 322-2 : interdiction de détruire, dégrader ou détériorer une découverte archéologique) ;
- le code de l'urbanisme (art. R. 111-4 : « le permis de construire peut être refusé ou n'être accordé que sous réserve de l'observation de prescriptions spéciales si les constructions sont de nature, par leur localisation, à compromettre la conservation ou la mise en valeur d'un site ou de vestiges archéologiques » et art. R. 425-31) ;
- la Convention européenne pour la protection du patrimoine archéologique[6] signée à Malte le 16 janvier 1992 et transposée en droit français par décret no 95-1039 du 18 septembre 1995.

Plus spécifiquement, le cadre légal de l’archéologie préventive est défini par le Livre V du code du patrimoine, notamment par son titre II qui codifie la loi du 17 janvier 2001 relative à l'archéologie préventive, modifiée à six reprises – notamment par la loi du 1er août 2003 -, et par ses décrets d'application que sont le décret no 2004-490 du 3 juin 2004 relatif aux procédures administratives et financières en matière d'archéologie préventive, le décret no 2002-90 du 16 janvier 2002 portant statut de l'INRAP modifié par le décret no 2004-490 du 3 juin 2004 et le décret no 2002-450 du 2 avril 2002 portant dispositions applicables aux agents de l'INRAP modifié par le décret no 2002-1099 du 28 août 2002.
L’archéologie préventive est définie à l’article L.521-1 du code du patrimoine : « L'archéologie préventive, qui relève de missions de service public, est partie intégrante de l'archéologie. Elle est régie par les principes applicables à toute recherche scientifique. Elle a pour objet d'assurer, à terre et sous les eaux, dans les délais appropriés, la détection, la conservation ou la sauvegarde par l'étude scientifique des éléments du patrimoine archéologique affectés ou susceptibles d'être affectés par les travaux publics ou privés concourant à l'aménagement. Elle a également pour objet l'interprétation et la diffusion des résultats obtenus ».
On sait à présent que le domaine de l'archéologie maritime est concerné par l'archéologie préventive puisqu'un projet est mis en route à La Réunion.

## Fonctionnement

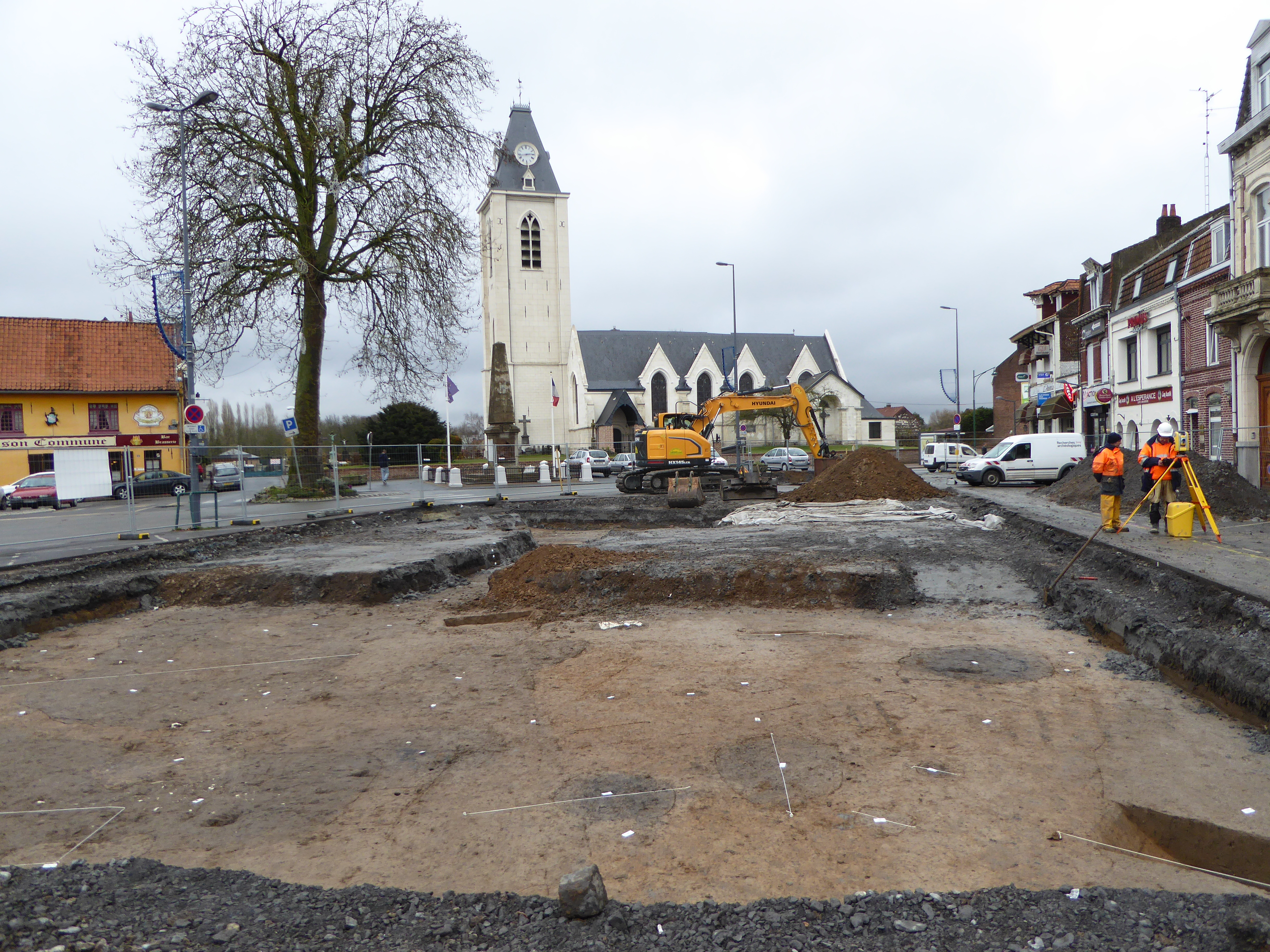
Moyens mécaniques lourds du chantier de fouilles de Villeneuve-d'Ascq (Nord) en février 2017.

### Phase de diagnostic archéologique
Le diagnostic archéologique est prescrit par la DRAC et plus précisément par ses Services régionaux de l’Archéologie à la suite d'un dépôt de permis de construire. Moins de 8% des projets d'aménagements sont concernés par un diagnostic archéologique. La valeur et l'intérêt du site menacé sont évalués grâce à des sondages, généralement sous forme de tranchées creusées de manière à quantifier les vestiges présents et l'étendue du site,. Ces sondages correspondent en moyenne à 7 à 10% de la surface concernée. Ils permettent de prévoir la durée nécessaire à la fouille ainsi que le nombre de personnes qui devront travailler sur le chantier. Seuls les diagnostics positifs peuvent donner lieu à une fouille préventive.

### Phase defouille
Les fouilles préventives sont prescrites, sur la base des diagnostics archéologiques et à l'instar de ceux-ci, par les Services régionaux de l’Archéologie. Elles sont réalisées selon les problématiques et les méthodes classiques de l’archéologie. Des moyens mécaniques lourds peuvent être notamment utilisés dans certains cas pour accéder directement aux niveaux archéologiques.
Les fouilles sont financées par l'aménageur à l'origine des travaux, aidé dans certains cas par le Fonds national pour l’archéologie préventive (Fnap) ou par une aide de l'état. Ce mécanisme de financement par l'aménageur s'apparente au principe du pollueur-payeur, aussi appelé principe du perturbateur. En 2023, un peu plus d'un pour cent (1 %) des aménagements dont le dossier est traité par les services de l’État font l'objet d'une fouille archéologique.
Qu'il s'agisse d'un diagnostic ou d'une fouille, l'intervention des archéologues est conclue par la production d'un rapport d'opération d'archéologie préventive. Celui-ci est un document à la fois un administratif, scientifique et patrimonial, présentant les résultats de l'opération archéologique.

## Les opérateurs en archéologie préventive
En 2012, 93 structures d'archéologie préventive possèdent un agrément de diagnostic ou de fouille. Trois types d'opérateurs en archéologie préventive existent, une structure publique et nationale, l'Inrap, des services archéologiques territoriaux, dépendant des collectivités publiques territoriales et des opérateurs privés, aux statuts variés.
|                             | 2003 | 2004 | 2005 | 2006 | 2007 | 2008 | 2009 | 2010 | 2011 | 2012 |
| --------------------------- | ---- | ---- | ---- | ---- | ---- | ---- | ---- | ---- | ---- | ---- |
| Collectivités territoriales | 27   | 29   | 37   | 43   | 44   | 46   | 50   | 56   | 64   | 69   |
| Opérateurs privés           | /    | 3    | 10   | 16   | 17   | 18   | 18   | 20   | 20   | 24   |
| Total                       | 27   | 32   | 47   | 59   | 61   | 64   | 68   | 76   | 84   | 93   |

### L'Institut national de recherches archéologiques préventives

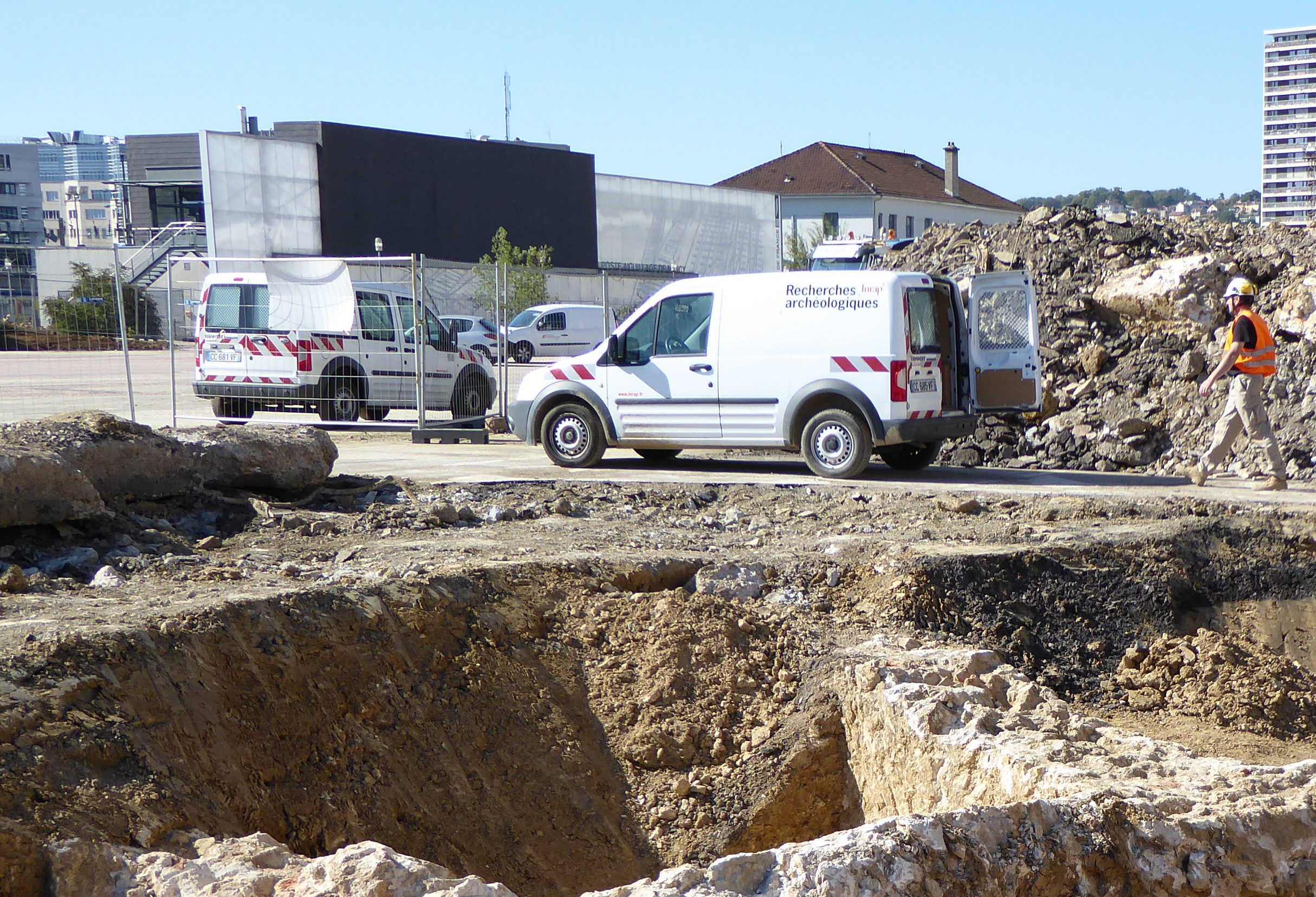
Archéologue et véhicule de l'INRAP sur un chantier de fouilles préventives à Nancy.

L’INRAP est constitué en 2001 et a succédé à l'AFAN, association créée en 1973. L'institut est construit autour de huit directions interrégionales, chargées des fonctions déconcentrées du siège central. Elle compte environ 1 665 agents de terrain et 445 agents administratifs, scientifiques et techniques. La part des opérations de diagnostics effectuées par l'Inrap varie de 90 à 70 % et celle des opérations de fouilles de 70 à 46 % selon les sources.

### Les services archéologiques des collectivités territoriales
Les plus anciens services archéologiques de collectivités agréés actuellement sont la Commission du Vieux Paris fondée en 1897, et le service archéologique de la ville de Lyon, créé en 1935. 64 services archéologiques territoriaux étaient agréés au 27 mai 2011 et se répartissaient de la manière suivante :
- 23 services communaux (10 avec compétence générale) ;
- 8 établissements publics de coopération intercommunale ou EPCI (2 avec compétence générale) ;
- 33 services départementaux (2 avec compétence générale).

63 collectivités mettent en œuvre un service archéologique agréé pour les diagnostics et parmi celles-ci 56 sont agréées pour les fouilles. Un millier d’agents travaillent pour les services archéologiques territoriaux, qui représentent 76 % des opérateurs agréés en France. La taille de ces structures varie de quelques employés à une centaine.
Le ministère de la Culture évalue la part des opérations de diagnostic effectuées par ces services entre 10 et 30 % et celle des opérations de fouilles à 15 %.
L'accroissement du nombre des services archéologiques territoriaux est généralement lié à une recherche de plus grande réactivité de la part des collectivités territoriales, dans le cadre de leur politique de développement économique : « L’action de leurs services est d’abord pensée comme une aide au développement économique par la mise à la disposition des grands aménageurs (le plus souvent publics ou semi-publics, outre les collectivités elles-mêmes) d’un outil voulu plus réactif que l'INRAP ».

### Les opérateurs privés
L'Amicale Laïque de Carcassonne (association loi de 1901) créée en 1907 et le bureau d'investigations archéologiques HADÈS fondé en 1994 sont les plus anciennes structures de droit privé à avoir été agrées (la première ne l'est plus depuis 2016). Par la suite, de multiples opérateurs ont été agréés, telle la société Archeodunum existant depuis 1987 en Suisse et bénéficiant d'un agrément depuis 2006 sur le territoire français.
Vingt opérateurs privés sont autorisés à mener des opérations de fouilles en 2011, ce qui représente 26 % des 76 opérateurs agréés à ce titre. La loi no 2003-707 du 1er août 2003 ouvrait à la concurrence les activités de fouille et trois agréments ont été délivrés en 2004.
Le statut légal présente une certaine variété :
- 11 SARL (société à responsabilité limitée) ;
- 1 SCOP-SARL (société coopérative et participative SARL) ;
- 1 personne physique ;
- 4 associations loi de 1901 ;
- 2 SASU (société par actions simplifiée unipersonnelle) ;
- 1 SA (société anonyme).

Ces opérateurs emploient en 2011 environ 500 personnes et l'effectif de ces structures varie de une à cent personnes[Passage à actualiser]. La part des opérations de fouilles effectuées par ces services serait comprise entre 15 % et 30 %[Quand ?].

## Volume d'Activité de l'archéologie préventive en France

### Volume d'activité de l'archéologie préventive de 2003 à 2010
Les dossiers d'aménagement connaissent une hausse de 40 % entre 2003 et 2010 et les opérations de fouilles de 55 %, de 409 à 637 fouilles. Le taux de prescription de fouilles reste à une moyenne inférieure à 2 % sur cette période et le taux de prescription de diagnostic, après une année faste en 2002, se situe à une moyenne toujours inférieure à 8 % de 2004 à 2010.
| Année             | Dossiers d’aménagement instruits | Diagnostics prescrits dans l’année | Taux de prescription de diagnostics (%) | Fouilles prescrites dans l’année | Surfaces prescrites (hectares) | Taux de prescription de fouilles (%) |
| ----------------- | -------------------------------- | ---------------------------------- | --------------------------------------- | -------------------------------- | ------------------------------ | ------------------------------------ |
| 2002              | 23 147                           | 3 201                              | 13,83                                   | 409                              | /                              | 1,77                                 |
| 2003              | 29 363                           | 2 132                              | 7,26                                    | 419                              | /                              | 1,43                                 |
| 2004              | 35 263                           | 2 603                              | 7,38                                    | 472                              | 16 800                         | 1,34                                 |
| 2005              | 35 593                           | 2 524                              | 7,09                                    | 541                              | 15 500                         | 1,52                                 |
| 2006              | 37 663                           | 2 493                              | 6,62                                    | 523                              | 15 800                         | 1,39                                 |
| 2007              | 36 576                           | 2 438                              | 6,67                                    | 552                              | 18 000                         | 1,51                                 |
| 2008              | 29 065                           | 1 999                              | 6,88                                    | 595                              | 14 500                         | 2,05                                 |
| 2009              | 28 125                           | 1 922                              | 6,83                                    | 504                              | 13 000                         | 1,79                                 |
| 2010              | 32 524                           | 2 389                              | 7,35                                    | 637                              | /                              | 1,96                                 |
| Total             | 287 319                          | 21701                              | /                                       | 4652                             | /                              | /                                    |
| Moyenne 2002-2010 | 31924                            | 2411                               | 7,76                                    | 516                              | /                              | 1,64                                 |

Nota : 387889 permis de construire ont été accordés sur la période 2002-2011 pour les logements et les locaux, ce qui ne recouvre qu'une partie des aménagements susceptibles d'être soumis à un dossier d'instruction.

### Volume d'activité de l'archéologie préventive de 2019 à 2022
| Année             | Diagnostics prescrits dans l’année | Fouilles prescrites dans l’année | Fouilles autorisées dans l’année |
| ----------------- | ---------------------------------- | -------------------------------- | -------------------------------- |
| 2019              | 3 551                              | 692                              | 458                              |
| 2020              | 3 189                              | 595                              | 410                              |
| 2021              | 3 884                              | 726                              | 439                              |
| 2022              | 3 631                              | 750                              | 456                              |
| Moyenne 2019-2022 | 3 564                              | 691                              | 441                              |

## Difficultés actuelles

### Conséquences de la mise en concurrence
La loi du 1er août 2003 permettant à l'aménageur de choisir l'opérateur archéologique, induit une mise en concurrence de ces derniers.
D'après la journaliste Judith Chetrit, la concurrence est devenue d’autant plus délétère que ce marché a perdu la moitié de son volume entre 2012 et 2017 : « Dans les collectivités, la baisse des crédits pour les investissements dans des travaux de voirie ou dans les zones industrielles et commerciales a amené à l’effondrement du nombre de chantiers », explique Étienne Louis, archéologue et conservateur en chef du patrimoine. Plusieurs opérateurs privés (AFT Archéologie, Chronoterre et Archéoloire) ont disparu. Le premier d’entre eux en volume d'activité, Éveha, a été placé en redressement judiciaire en novembre 2017 et fait l’objet d’un plan de continuation depuis janvier 2019.
Dans un rapport destiné à la ministre de la Culture, en mai 2015, la députée Martine Faure évoque une perte de sens et une « concurrence débridée » : « Certaines entreprises privées se sont lancées dans le secteur (...) avec pour souci premier de dégager des bénéfices commerciaux. Adoptant un comportement parfois prédateur afin d’obtenir le plus de marchés de fouilles possible, elles ont pu recourir à une tarification anormalement basse (- 30 % à - 40 % sur certaines fouilles) et qui met en péril la science archéologique. »

### Difficultés de financement
L’archéologie préventive traverse actuellement une crise liée à des problèmes de financement.
Depuis 2003, les opérations d'archéologie préventive sont financées selon deux modes nouveaux :
- la redevance d'archéologie préventive : contrairement à la redevance initialement prévue par la loi de 2001, elle ne concerne pas spécifiquement une opération d'archéologie préventive donnée (le diagnostic par exemple), mais elle est due par toute personne projetant des travaux d'aménagement affectant le sous-sol. Cette redevance, qui a un caractère fiscal, est mise en œuvre en fonction de l'un des faits générateurs prévus par la loi (ce n'est plus la prescription archéologique, mais ce peut être par exemple la délivrance du permis de construire).

Le calcul du montant de la redevance est complexe et fait intervenir selon les cas la nature du projet, la surface concernée par les travaux et le coût de la construction.
Selon la catégorie du projet d'aménagement, la redevance est calculée soit par la DDE soit par la DRAC, et elle est perçue par la Trésorerie générale compétente territorialement. L'INRAP n'intervient plus du tout dans le processus de calcul et de perception de la redevance.
- le prix des fouilles : il s'agit de la rémunération versée par l'aménageur et perçue directement par l'opérateur (INRAP, service archéologique territorial agréé ou toute autre personne morale agréée par l'État) en contrepartie des fouilles qu'il réalise.

Ces modes de financement ne permettent pas actuellement de couvrir le coût des opérations d’archéologie préventive, notamment en raison d’une insuffisance de la redevance et des nombreuses possibilités d'exonérations, et l’INRAP est actuellement fortement déficitaire. Selon de nombreux archéologues, ce déficit perdurera tant que les choix politiques privilégieront les intérêts financiers des aménageurs au détriment de la recherche archéologique.
D'après la journaliste Judith Chetrit : « depuis le retournement économique de 2008, les archéologues du public comme du privé témoignent de la dégradation de leurs conditions de travail, d’une généralisation des contrats courts et d’une accélération des temps de fouille ou d’analyse, au détriment de la qualité. »

### Pression des propriétaires privés
La prise en charge financière des fouilles préventives amène certains propriétaires privés à réclamer un assouplissement des règles en la matière. En avril 2024, Franck Mulliez, le propriétaire du château de Dampierre s'est ainsi plaint à la ministre de la Culture Rachida Dati du coût élevé des travaux de restauration en raison de ces fouilles. La ministre a ensuite appelé en réponse à un allègement des normes, suscitant la colère des organisations syndicales du secteur.
Dans ce sens, lors des discutions sur le projet de loi de simplification de la vie économique les 13 et 14 juin 2025 a l'Assemblée, l'article 15 bis c a été porté par 4 députés Horizons permettant aux grands projets économiques stratégiques de déroger à leur obligation de diagnostic archéologique. Cependant les amendements de suppression, déposés par plusieurs groupes parlementaires ont permis de supprimer cet article du projet de loi.